# Tuone Udaina

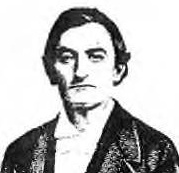
Tuone Udaina

Tuone Udaina (italienisch Antonio Udina, *1821; † 10. Juni 1898), nach seinem Beruf auch Barbur ‚Frisör‘, genannt, war der letzte bekannte Sprecher des Dalmatischen, einer romanischen Sprache, die an der Küste Dalmatiens und auf den vorgelagerten Inseln Krk, Cres und Rab gesprochen wurde. Er sprach den nördlichen oder vegliotischen Dialekt (dalmatisch Viklasun), der auf der Insel Krk (dalmatisch Vikla) verwendet wurde. Er wurde bei einem Unglück bei seiner Arbeit von einer Mine getötet.
Das Dalmatische war nicht Udainas eigentliche Muttersprache. Er hatte sie als Kind gelernt, als seine Eltern sie manchmal zuhause sprachen, weil sie dachten, Tuone verstehe kein Dalmatisch. Vor seinem Tode erzählte er dem Sprachwissenschaftler Matteo Giulio Bartoli: “E-l mi tuota e la maja niena favlua cosaic, in veclisun, jali favlua ce jali kredua ce ju non kapaja, ma ju toč.” (deutsch: „Mein Vater und meine Mutter sprachen so, auf Vegliotisch, sie sprachen [Vegliotisch], weil sie dachten, dass ich [sie] nicht verstehe, aber ich [verstand] alles.“)
Als Bartoli ihn im Jahr 1898 besuchte, hatte Tuone Udaina fast 20 Jahre kein Dalmatisch mehr gesprochen. Als Bartoli das Dalmatische erforschte, war Udaina fast taub und hatte keine Zähne mehr. Trotzdem gelang es dem engagierten, aber nicht überall anerkannten Sprachwissenschaftler, etwa 2800 dalmatische Wörter und einige Geschichten aufzuschreiben, auch aus Udainas eigenem Leben. Bartolis Buch ist die wichtigste Quelle für Informationen über die dalmatische Sprache.